# Província de Dâmbovița
La província Dâmbovița (o Dîmbovița; IPA: ['dɨm.bo.vi.ʦa]) és un (județ), una divisió administrativa de Romania, a Muntènia, amb capital a Târgoviște.

## Límits
- Província d'Ilfov i província de Prahova a l'est.
- Província d'Argeș a l'oest.
- Província de Brașov al nord.
- Província de Teleorman i província de Giurgiu al sud.

## Demografia
El 2002, té una població de 541,763 i la densitat de població era 134 h/km². És un dels més densament poblats de Romania.
- Romanesos - 96%[1]
- Gitanos, altres.

| Any  | Població |
| ---- | -------- |
| 1948 | 409,272  |
| 1956 | 438,985  |
| 1966 | 453,241  |
| 1977 | 527,620  |
| 1992 | 562,041  |
| 2002 | 541,763  |

## Divisions Administratives
La província té dues municipalitats, 4 ciutats i 76 comunes.

### Municipalitats
- Târgovişte
- Moreni

### Ciutats
- Găești
- Pucioasa
- Titu
- Fieni

### Comunes
| - Aninoasa - Băleni - Bărbuleţu - Bezdead - Bilciureşti - Braniştea - Brăneşti - Brezoaele - Buciumeni - Bucşani - Butimanu - Cândeşti | - Ciocăneşti - Cobia - Cojasca - Comişani - Conţeşti - Corbii Mari - Cornăţelu - Corneşti - Costeştii din Vale - Crângurile - Crevedia - Dărmăneşti | - Dobra - Doiceşti - Dragodana - Dragomireşti - Finta - Glodeni - Gura Foii - Gura Ocniţei - Gura Şuţii - Hulubeşti - I. L. Caragiale - Iedera | - Lucieni - Ludeşti - Lunguleţu - Malu cu Flori - Măneşti - Mătăsaru - Mogoşani - Moroeni - Morteni - Moţăieni - Niculeşti - Nucet | - Ocniţa - Odobeşti - Petreşti - Pietroşiţa - Poiana - Potlogi - Produleşti - Pucheni - Răcari - Răzvad - Runcu - Sălcioara | - Slobozia Moară - Şelaru - Şotânga - Tărtăşeşti - Tătărani - Ulieşti - Ulmi - Văcăreşti - Valea Lungă - Valea Mare - Văleni-Dâmboviţa - Vârfuri | - Vişina - Vişineşti - Voineşti - Vulcana-Băi |